# Mateen de Brunei
O Príncipe 'Abdul Mateen de Brunei (10 de agosto de 1991)  é um membro da família real de Brunei, um dos filhos do sultão Hassanal Bolkiah de Brunei com sua segunda esposa, Penigran Isteri Hajah Mariam. Por parte de pai e mãe ele tem duas irmãs, Ademah e Fadzillah, e também tinha um irmão mais velho, Azim do Brunei, que faleceu em 2020.  

## Biografia
Ele namora uma prima distante, Anisha Isa-Kalebic. 

### Educação
Mateen recebeu sua educação primária ba St. Andrew’s School  em Bandar, capital de Brunei e a educação secundária no Paduka Seri Begawan Sultan Science College e na Jerudong International School, ambas as melhores escolas de Brunei. Em julho de 2014, ele ser formou bacharel em Política Internacional do King's College de Londres e em julho de 2016 foi premiado com um Master of Arts em Estudos Internacionais e Diplomacia pela Escola de Estudos Orientais e Africanos da Universidade de Londres. 

### Carreira militar
Em 9 de maio de 2010 Mateen iniciou o  treinamento militar na Royal Military Academy Sandhurst de Londres, onde em  15 de abril de 2011 se formou oficial cadete, tendo depois sido promovido ao posto de segundo tenente e ao posto de Tenente Substantivo em 9 de julho de 2012. Sua cerimônia de promoção a Capitão Interino foi realizada em 31 de agosto de 2016.  
Em 28 de abril de 2017 ele completou um treinamento de voo elementar de sete meses na RAF Cranwell e mais tarde, em março de 2018, foi qualificado como piloto de helicóptero na Defense Helicopter Flying School na RAF Shawbury, tendo recebido seu brevê do pai.  
Em 20 de maio de 2021, Mateen foi promovido ao posto de Major e entre 20 de setembro a 2 de dezembro do mesmo anos participou do Curso de Comando de Armas Reais (AACC) do Royal Marines no Reino Unido. 

### Carreira no esporte
Praticante de diversos esportes, incluindo esqui e natação, se destacou no polo e representou seu país nos Jogos do Sudeste Asiático de 2017 e 2019. Também em 2019 seu time venceu a Copa Ouro do Torneio Internacional de Polo em Sotogrande, Espanha.  

## Funções oficiais
Mateen representa a Casa Real e o pai em algumas atividades oficiais e esteve em setembro de 2022, justamente com o pai, no funeral da Rainha Elizabeth II.  

## Títulos e honras

### Título
- Sua Alteza Real Príncipe Abdul Mateen

### Honrarias
- Destinatário da Ordem da Família Real da Coroa de Brunei – (DKMB)
- Primeira Classe ( Dato Paduka Seri ) da Ordem Mais Exaltada de Famosa Valor – (DPKT)
- Medalha do Sultão Hassanal Bolkiah (Medalha do Sultão Hassanal Bolkiah) - (PHBS)
- Medalha do Jubileu de Ouro do Sultão de Brunei (5 de outubro de 2017)

## Sumário
- Este artigo foi inicialmente traduzido, total ou parcialmente, do artigo da Wikipédia em inglês cujo título é «Prince Mateen Bolkiah».